# Pisodonophis hoeveni
Pisodonophis hoeveni är en fiskart som först beskrevs av Bleeker, 1853.  Pisodonophis hoeveni ingår i släktet Pisodonophis och familjen Ophichthidae. Inga underarter finns listade i Catalogue of Life.